# バージニア信教自由法

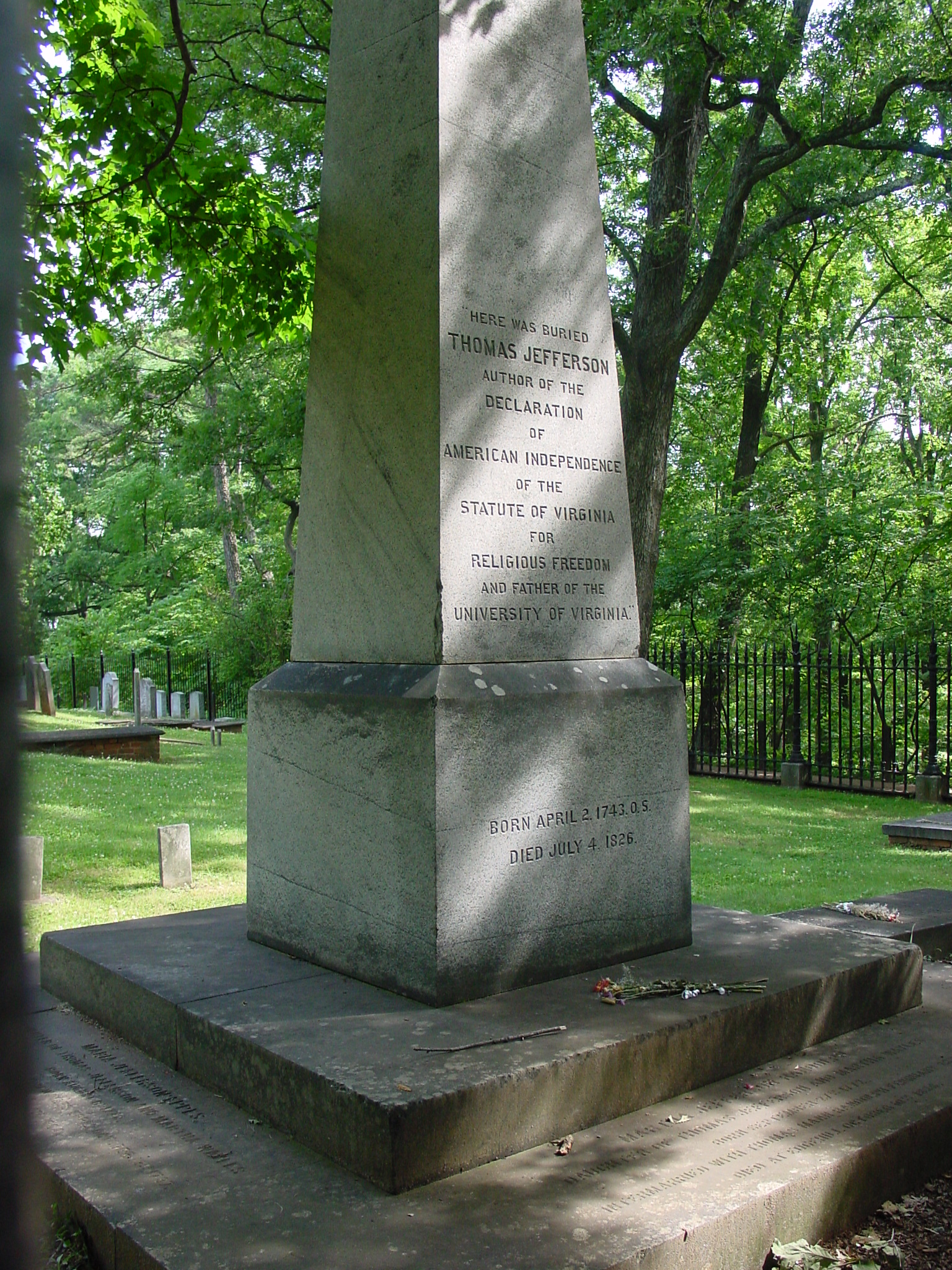
トマス・ジェファーソン（1743-1826）の墓誌。
----
「"アメリカ独立宣言"と"バージニア信教自由法"の起草者にしてバージニア大学の父」 と刻されている。

バージニア信教自由法（バージニアしんきょうじゆうほう、英: Virginia Statute for Religious Freedom）は、1786年1月にバージニア邦議会において可決された法律。トマス・ジェファーソン起草。アメリカ合衆国において初めて政教分離原則を定めている。

## 概要
アメリカ独立革命以前、バージニア植民地では、イングランド国教会（アングリカン・チャーチ）が公定教会として認められ、独立後は同教会が再編成されプロテスタント監督派教会として、特権的地位があたえられていた。このような制度は、ヨーロッパの啓蒙主義の影響を受けた合理主義者や「不服従派」と称された非国教徒（長老派、バプティスト、メノナイトなど）たちによって批判されていたが、アメリカ独立宣言の起草者で理神論者のトマス・ジェファーソンもそのような合理主義者のひとりであった。
独立宣言採択後バージニアに帰郷したジェファーソンは1779年から1781年までバージニア邦知事を務めた。1779年、ジェファーソンは、自身が起草した信教自由法を邦議会に上程した。ジェファーソンは同郷のジェームズ・マディソンの協力を得てバージニアでの「信教自由法」の実現をめざした。
1784年に制定された宗教結社法人法は、プロテスタント監督派教会が、国教会の不動産と教区制を継承することを認める権限をめぐってのものであったが、マディソンはこの法律に対し、反対の声が高めるのを待って撤廃の動きを開始した。マディソンは「請願と抗議」と題する請願書において、信仰の自由は「理性と信心」によってしか導かれることのできない、個人の内面の問題であり、政治的に強制してはならないと主張した。請願の署名者は1万人以上に広がった。長老派、バプティスト派、クエーカー、少数のカトリックに加え、メソディストや監督派の一部も含まれていた。1785年、宗教結社法人法は撤廃され、翌1786年1月19日、信教自由法がバージニア邦議会において可決、成立した。ジェファーソンが駐フランス公使としてパリに赴き、アメリカを離れていた時期のことであった。
信教自由法では、「何人も宗教儀礼に献金したり、足繁く教会に通ったりすることを強制されない」と定め、また、「すべての人は、いかなる形であれ、どの人の市民的権利に影響を当てることなく、宗教問題について、信念を表明し、議論する自由を有する」と明記している これは、キリスト教を中心にすえた従来の寛容論をさらに一歩進め、公定教会そのものの廃止を含んでいた。公定教会が存在する限り、少数派の信教の自由は保障されないというのが、ジェファーソンやマディソンの信念だったのである。
「信教の自由」というとき、一般に特定の教会・教派の警戒心からその特権的地位を認めないというような消極的意味合いが従来支配的であったが、この法律では「宗教の信仰は万人が保有する平等の権利であり、万人は良心の命ずるままにそれを信ずる自由を有する」としており、むしろ宗教の自由な実践のためになされべきものという積極的な意味づけがなされた。これは、ジェファーソン自身が開拓初期の宗教家ロジャー・ウィリアムズの政教分離思想の影響を受け、自身イスラームの聖典『クルアーン』の英語訳を所有するなど、宗教に対して深い関心を寄せ、この法の制定にあたり、敬虔主義的な宗教指導者の話をよく聞いていたことなどからもうかがい知ることができる。「大覚醒」と呼ばれる信仰復興運動の担い手である敬虔な人びとと啓蒙主義の影響を受けた理神論者たちは、異なる宗教的見解に立ちながら、「信教の自由」という共通の目標においては協力関係を築いたのである。また、バージニアにおいてはすでに宗教的多元性が実現していたことも成立の要因とみなすことができる。

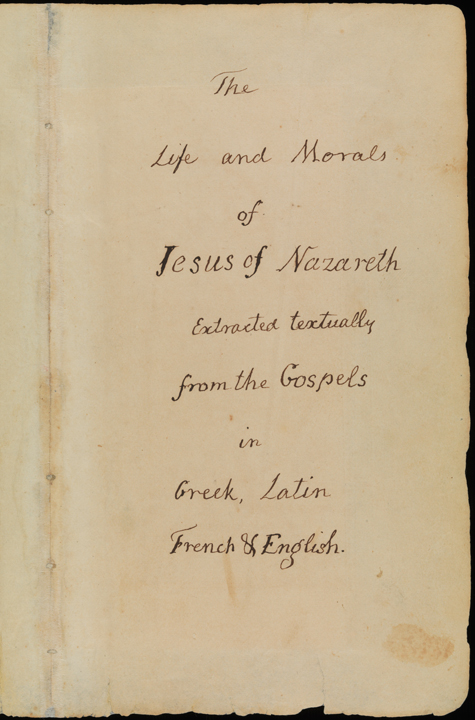
「ジェファーソン聖書」表紙

この法は、マディソンを主たる起草者とする1787年成立のアメリカ合衆国憲法の第1修正条項に引き継がれて政教分離原則と信教の自由の保障はいっそう強固なものになっていった。